# Irene (Hores)

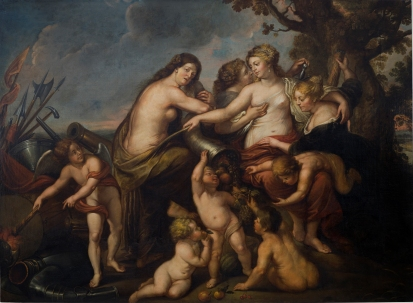
Al·legoria de la Pau i la felicitat de l'Estat, obra atribuïda al taller de Rubens. Pintura conservada a la Biblioteca Museu Víctor Balaguer

Irene (en llatí Irene, en grec antic Εἰρήνη) fou una de les Hores, deessa de la pau.
Les Hores són filles de Zeus i de Temis i germanes de les Moires. Eren tres, Eunòmia, Dice i Irene, és a dir, Disciplina, Justícia i Pau. Com a divinitats de l'ordre (eren filles de Temis, la Justícia), garantien el manteniment de la societat.
Després de la victòria de Timoteu sobre els espartans, a Irene se li van dedicar altars a Atenes a càrrec de l'estat. La seva estàtua era al costat de l'heroi Amfiarau, i portava als seus braços a Plutos, el deu de l'abundància, segons ho descriu Pausànies. Una altra estàtua era prop de la d'Hèstia, al Pritaneu. El seu equivalent romà era Pax, que va tenir un magnífic temple construït per ordre de Vespasià.
El seu nom apareix només en monedes i és representada com una dona jove amb una cornucòpia a la mà dreta i una branca d'olivera a l'esquerra; apareix també de vegades cremant armament o en altres posicions.